# 一ノ谷沼
一ノ谷沼（いちのやぬま）は、茨城県猿島郡境町の南部に所在していた沼である。

## 概要
この一ノ谷沼は長らく水面を有し、魚介を生産する入会の沼地であった。大正時代に至ると1915年（大正4年）に一度干拓計画が持ち上がるが、このときには実現せず、1941年（昭和16年）に前年1940年（昭和15年）の農地開発法を受け開発されることとなった。当初、一ノ谷沼の北部に猿島村営堤塘を造成し、排水機場が設置され干拓が開始された。これによって1944年（昭和19年）4月に干拓され、水田が生み出された。続いて1947年（昭和22年）7月に一ノ谷沼南部の干拓事業が完了する予定であったが、同年9月のカスリーン台風により水害を受け、干拓地は泥や土に被われてしまった。この後、茨城県代行干拓建設事業として1950年（昭和25年）に事業が立ち上がり、1953年（昭和28年）に75町歩（約74.38ha）の水田が新規に造成された。造成に続き1956年（昭和31年）5月に一ノ谷沼土地改良区が農業生産力の向上を目的として発足され、同年の10月に利根川の浚渫土砂を利用して客土を行い、1958年（昭和33年）2月に二毛作の可能な約80町6反6畝（80ha）の農地が整備された。この後の昭和40年代には利根川よりサンドポンプにて汲み上げた砂や、東京をはじめ近県の都市開発により生じたコンクリート片・残土を投入し、約2mの高さに埋め立てられている。
開発される以前の沼の植生としては蓮・茆・菱が挙げられ、漁労を行っていた人々はこの茆を採取して販売していた。沼ではかつて多数の魚類（鮒・鯉・鯰・鰻・鰙・雑魚など）や貝類（カラス貝・ドブ貝・シジミ・タニシなど）、エビ類（テナガエビ・ヌマエビ・スジエビなど）が生息しており漁業が行われていた。漁法として「地引網」・「張り網（定置網）」・「オキバリ」・「ウナギカキ」・「タカッポ」・「ナガナワ（ナガナ）」・「ポッカンヅリ」・「ザコボッチ」・「ササエビ取り」・「バッタケ捕り」・「切り込み漁」などが行われていた。

## 一ノ谷湿地
一ノ谷湿地（いちのやしっち）は一ノ谷沼周辺に所在している湿地である。
一ノ谷沼が開発される以前の名残となっているこの湿地は、境町の貴重な水辺の自然環境の一つとなっている。多数の水生昆虫や魚類、鳥類の生息地となっており、主な動物はコガモ・マガモ・オナガガモ・カワセミ・クサガメがみられる。また、これら鳥類を狙うハンターが訪れることもあり、人家が近いためその危険性が指摘されている。

## 所在地
- 茨城県猿島郡境町[5]